# Neufchâtel-Hardelot
Pour les articles homonymes, voir Neufchâtel.
Neufchâtel-Hardelot est une commune française située dans le département du Pas-de-Calais en région Hauts-de-France. Ses habitants sont appelés les Neufchâtellois. La commune est membre de la communauté d'agglomération du Boulonnais.
Le territoire communal est divisé en deux espaces éloignés géographiquement et très différents sur le plan socio-économique : le village de Neufchâtel et la station balnéaire d'Hardelot-Plage. Jusqu'en 1954, la commune porte le nom de Neufchâtel, Hardelot n'étant qu'une station balnéaire rattachée à la commune.
En 2021, une demande de scission entre Neufchâtel et Hardelot est déposée en préfecture, afin de pouvoir engager le processus qui débutera par une enquête publique.
Le territoire de la commune est situé dans le parc naturel régional des Caps et Marais d'Opale.

## Géographie

### Localisation
Localisée dans l’ouest du département du Pas-de-Calais dans le Boulonnais, sur la Côte d'Opale, Neufchâtel-Hardelot est une commune située, à vol d'oiseau, à 12 km au sud de la commune de Boulogne-sur-Mer (aire d'attraction et chef-lieu d'arrondissement).
Le territoire de la commune est limitrophe de ceux de six communes.
Les communes limitrophes sont Condette, Widehem, Dannes, Halinghen, Nesles et Saint-Étienne-au-Mont.

### Géologie et relief
La superficie de la commune est de 20,85 km2 ; son altitude varie de 4  à   155 m.

### Hydrographie
Le territoire de la commune est situé dans le bassin Artois-Picardie.
La commune est traversée par quatre cours d'eau :
- la Becque d'Hardelot, d'une longueur de 4,82 km[5] ;
- le ruisseau de Longpré, d'une longueur de 2,99 km, qui prend sa source dans la commune et se jette dans le ruisseau d'Écames au niveau de la commune de Condette[6] ;
- le ruisseau de la Bronne, d'une longueur de 2,09 km[7] ;
- le Chalets saint-Frieux, d'une longueur de 1,62 km[8].

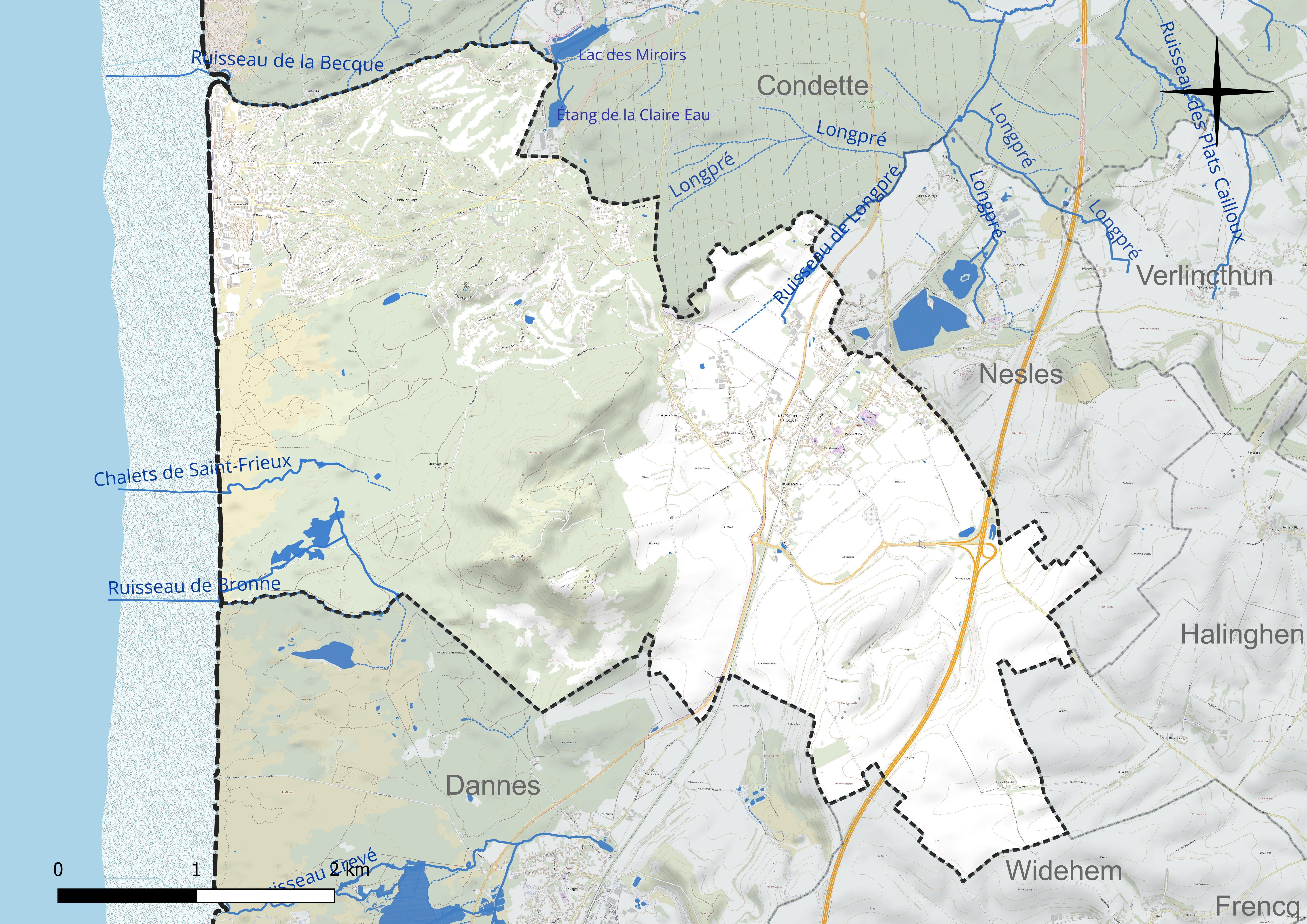
Réseau hydrographique de Neufchâtel-Hardelot.

### Climat
Pour des articles plus généraux, voir Climat des Hauts-de-France et Climat du Nord-Pas-de-Calais.
En 2010, le climat de la commune est de type climat océanique franc, selon une étude du CNRS s'appuyant sur une série de données couvrant la période 1971-2000. En 2020, Météo-France publie une typologie des climats de la France métropolitaine dans laquelle la commune est exposée à un climat océanique et est dans la région climatique Côtes de la Manche orientale, caractérisée par un faible ensoleillement (1 550 h/an) ; forte humidité de l’air (plus de 20 h/jour avec humidité relative > 80 % en hiver), vents forts fréquents.
Pour la période 1971-2000, la température annuelle moyenne est de 10,4 °C, avec une amplitude thermique annuelle de 12,1 °C. Le cumul annuel moyen de précipitations est de 928 mm, avec 12,7 jours de précipitations en janvier et 8,6 jours en juillet. Pour la période 1991-2020, la température moyenne annuelle observée sur la station météorologique la plus proche, située sur la commune de Boulogne-sur-Mer à 12 km à vol d'oiseau, est de 11,2 °C et le cumul annuel moyen de précipitations est de 824,5 mm,. Pour l'avenir, les paramètres climatiques de la commune estimés pour 2050 selon différents scénarios d'émission de gaz à effet de serre sont consultables sur un site dédié publié par Météo-France en novembre 2022.

### Paysages
Pour un article plus général, voir Paysage en France.
La commune est située à la jonction de deux paysages tel que défini dans l’atlas des paysages de la région Nord-Pas-de-Calais, conçu par la direction régionale de l'Environnement, de l'Aménagement et du Logement (DREAL),.
- le « paysage montreuillois », qui concerne 98 communes, se délimite : à l’Ouest par des falaises qui, avec le recul de la mer, ont donné naissance aux bas-champs ourlées de dunes ; au Nord par la boutonnière du Boulonnais ; au sud par le vaste plateau formé par la vallée de l’Authie, et à l’Est par les paysages du Ternois et de Haut-Artois. Ce paysage régional, avec, dans son axe central, la vallée de la Canche et ses nombreux affluents comme la Course, la Créquoise, la Planquette…, offre une alternance de vallées et de plateaux, appelée « ondulations montreuilloises ». Dans ce paysage, et plus particulièrement sur les plateaux, on cultive la betterave sucrière, le blé et le maïs, et les plateaux entre la Ternoise et la Créquoise sont couverts de vastes massifs forestiers comme la forêt d'Hesdin, les bois de Fressin, Sains-lès-Fressin, Créquy…[16] ;
- le « paysage des dunes et estuaires d'Opale », qui concerne 23 communes, s’étend le long de la côte sur environ 30 kilomètres, de la baie d’Authie à Équihen-Plage, et sur deux à quatre kilomètres de large. Les paysages des dunes et des estuaires cèdent la place aux abrupts des falaises, au niveau d’Equihen-Plage. Les dunes littorales se sont constituées récemment, depuis le Moyen Âge, et ont envahi le relief intérieur en constituant des dunes plaquées sur les falaises fossiles, spécificité locale. Les résurgences de sources au pied de ces falaises proviennent de la nappe de la craie et sont à l’origine de nombreux ruisseaux et zones humides dans les Bas-Champs, surtout visibles entre Étaples et Rang-du-Fliers.

Ce paysage des dunes et estuaires d’Opale est constitué : d’un peu plus de 40 % de dunes et de plages, dont 28 % d’espaces dunaires, dont certains sont boisés comme à Hardelot-Plage et au Touquet-Paris-Plage ; de 22 et 25 % au niveau de la baie d’Authie et des Bas Champs, Bas Champs majoritairement en prairies ; de 20 % par les communes et d’un peu plus de 5 % par les cours d’eau et les marais arrière-littoraux, entre Merlimont et Rang-du-Fliers, comme le marais de Balançon défini réseau Natura 2000.

### Milieux naturels et biodiversité

#### Espaces protégés et gérés
La protection réglementaire est le mode d’intervention le plus fort pour préserver des espaces naturels remarquables et leur biodiversité associée.
Dans ce cadre, la commune fait partie de trois espaces protégés et gérés : 
- le parc naturel régional des Caps et Marais d'Opale, d’une superficie de 132 499 ha réparties sur 154 communes, géré par le syndicat mixte d'aménagement et de gestion du parc naturel régional des Caps et Marais d'Opale[19] ;
- le mont Saint-Frieux, d'une superficie de 637 ha, terrain acquis par le Conservatoire du littoral[20] ;
- les dunes d'Écault, d’une superficie de 190,919 ha, terrain acquis par le Conservatoire du littoral[21].

#### Zones naturelles d'intérêt écologique, faunistique et floristique
L'inventaire des zones naturelles d'intérêt écologique, faunistique et floristique (ZNIEFF) a pour objectif de réaliser une couverture des zones les plus intéressantes sur le plan écologique, essentiellement dans la perspective d’améliorer la connaissance du patrimoine naturel national et de fournir aux différents décideurs un outil d’aide à la prise en compte de l’environnement dans l’aménagement du territoire.
Le territoire communal comprend cinq ZNIEFF de type 1 :
- les coteaux crayeux de Dannes et de Camiers, d'une superficie de 347 ha, altitude de 28 mètres à + 175 mètres. Cette ZNIEFF est située sur le versant pentu d’une falaise de craie fossile d’un intérêt géomorphologique majeur[22] ;
- les dunes de Dannes et du mont Saint-Frieux, d'une superficie de 1 932 ha, altitude de 0  à   152 m. Ces dunes figurent parmi les sites les plus remarquables du littoral de la Manche orientale et sont uniques en leur genre à l’échelle européenne. Cette ZNIEFF est constituée d'un vaste système dunaire de type picard associant des dunes calcarifères basses récentes et des dunes plus anciennes en partie plaquées sur la falaise crétacique fossile correspondant à la branche sud de la cuesta du Boulonnais[23] ;
- les dunes d’Écault et de Condette, d’une superficie de 1 313 ha et une hauteur maximale de 108 m. Cet espace dunaire littoral est composé de dunes basses récentes et de dunes plus anciennes, en partie plaquées sur l’ancienne falaise Jurassique et les collines intérieures du Boulonnais[24] ;
- la forêt domaniale d’Hardelot et ses lisières, d’une superficie de 888 ha[25] ;
- l'étang de la Claire Eau, d’une superficie de 61 ha. Cette ZNIEFF est composé d’une remarquable diversité de communautés végétales[26].

et une ZNIEFF de type 2 : la cuesta du Boulonnais entre Neufchâtel-Hardelot et Colembert. Cette ZNIEFF marque la séparation entre les terrains du Jurassiques du Bas-Boulonnais et les plateaux crayeux des hautes terres Artésiennes.

Carte des ZNIEFF de type 1 et 2 sur la commune
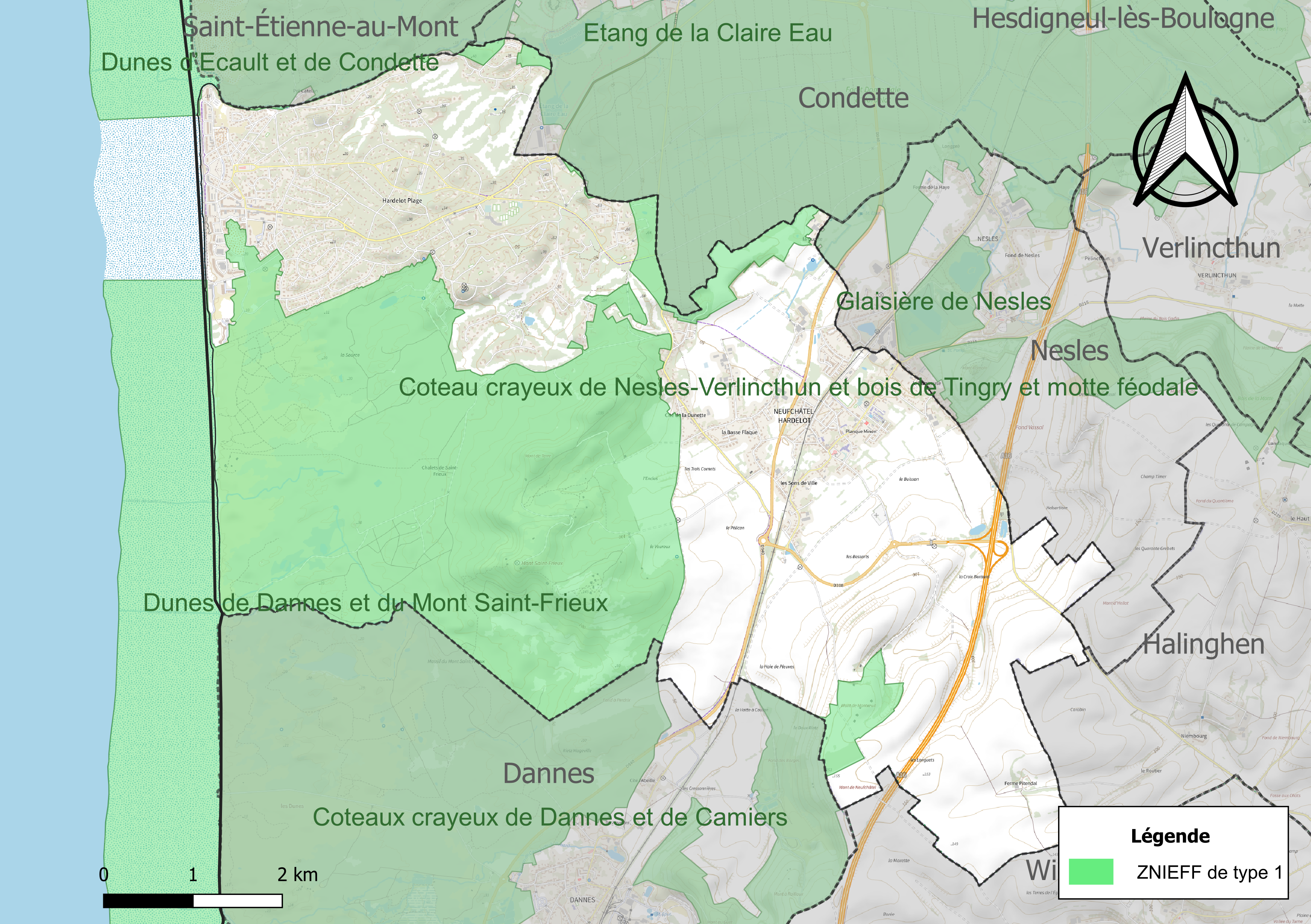
Carte des ZNIEFF de type 1 sur la commune.
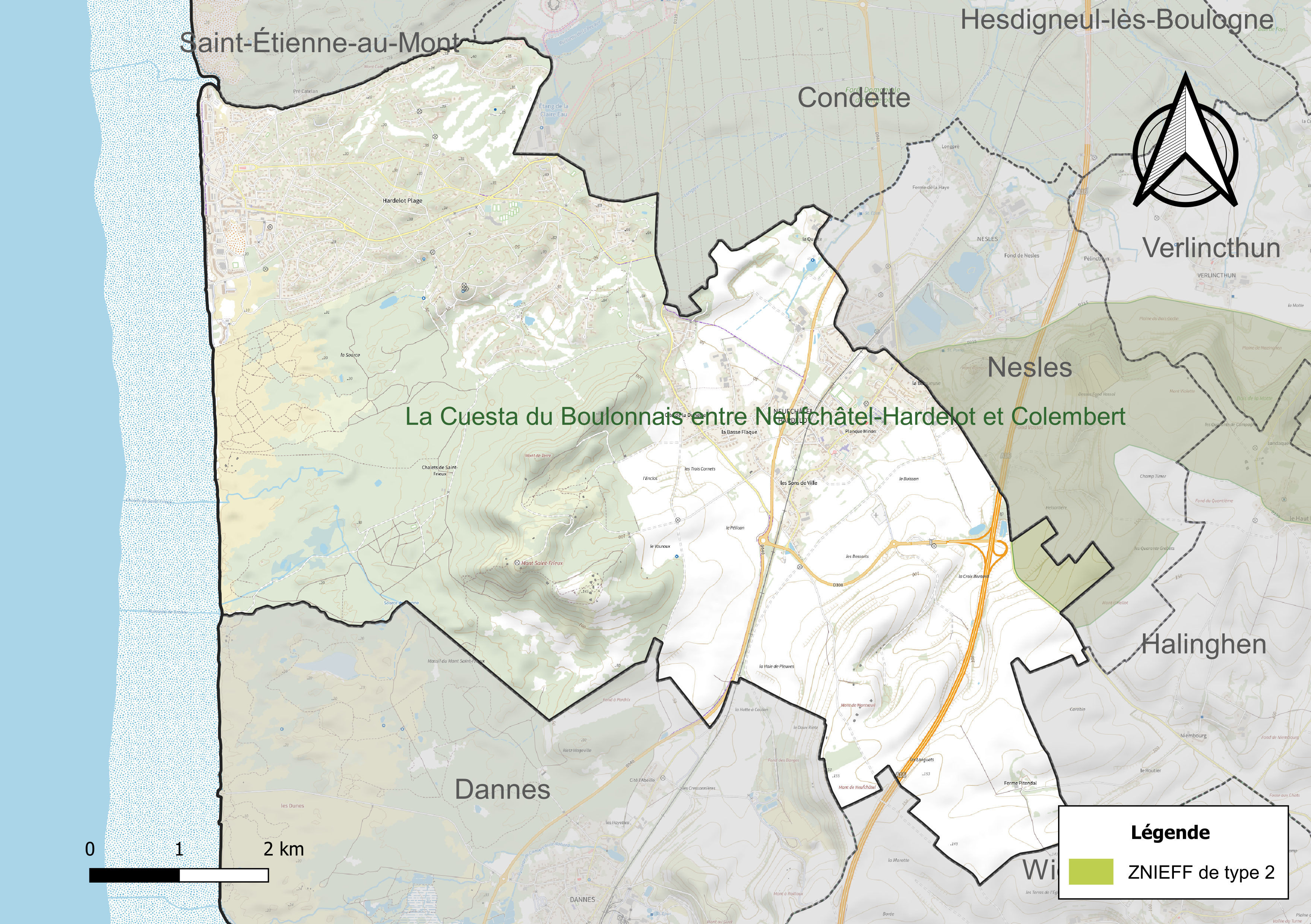
Carte de la ZNIEFF de type 2 sur la commune.

#### Réseau Natura 2000
Le réseau Natura 2000 est un réseau écologique européen de sites naturels d’intérêt écologique élaboré à partir des directives « habitats » et « oiseaux ». Ce réseau est constitué de zones spéciales de conservation (ZSC) et de zones de protection spéciale (ZPS). Dans les zones de ce réseau, les États membres s'engagent à maintenir dans un état de conservation favorable les types d'habitats et d'espèces concernés, par le biais de mesures réglementaires, administratives ou contractuelles.
Sur la commune, deux sites Natura 2000 de type B sont définis en site d'importance communautaire (SIC) :  
- l'estuaire de la Canche, les dunes picardes plaquées sur l'ancienne falaise, la forêt d'Hardelot et la falaise d'Equihen, d’une superficie de 1 661 ha réparties sur neuf communes et une hauteur maximale de 151 m[29] ;
- Le coteau de Dannes et de Camiers, d’une superficie de 97 ha réparties sur trois communes et d'une altitude variant de 70  à   150 m[30].

#### Espèces faunistiques et floristiques
L’Inventaire national du patrimoine naturel (INPN) recense plusieurs espèces faunistiques et floristiques sur le territoire de la commune dont certaines sont protégées et d’autres menacées et quasi-menacées.

## Urbanisme

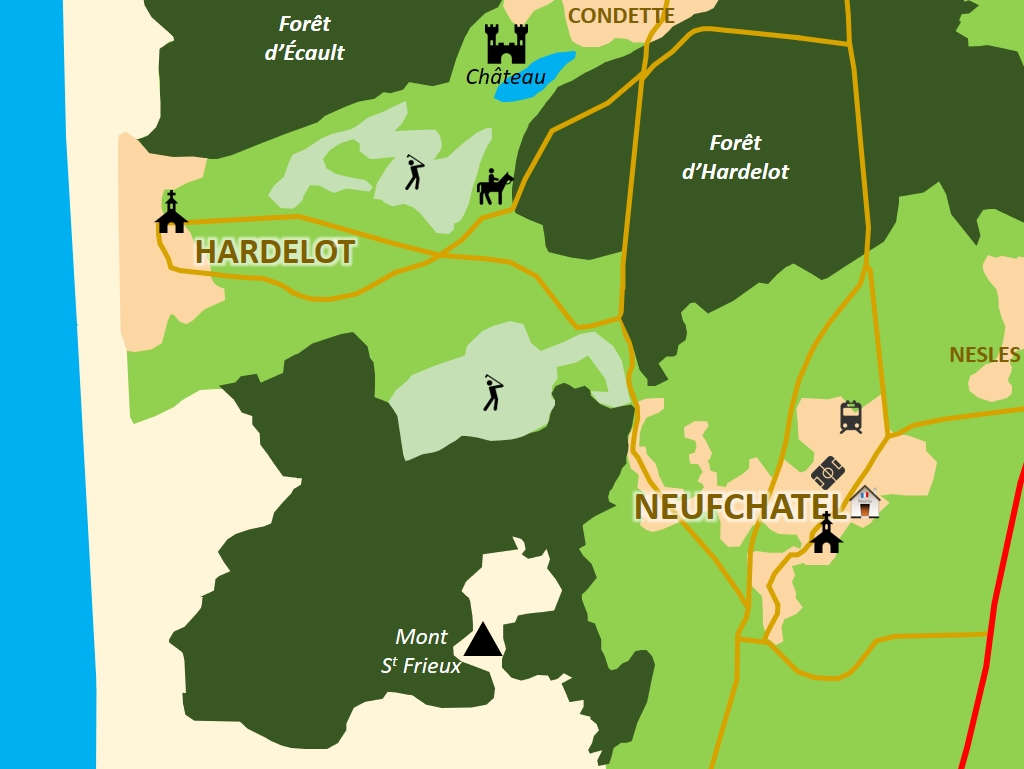
Plan simplifié de Neufchâtel-Hardelot.

### Typologie
Au 1er janvier 2024, Neufchâtel-Hardelot est catégorisée petite ville, selon la nouvelle grille communale de densité à sept niveaux définie par l'Insee en 2022.
Elle appartient à l'unité urbaine de Neufchâtel-Hardelot, une agglomération intra-départementale regroupant trois  communes, dont elle est ville-centre,,. Par ailleurs la commune fait partie de l'aire d'attraction de Boulogne-sur-Mer, dont elle est une commune de la couronne,. Cette aire, qui regroupe 80 communes, est catégorisée dans les aires de 50 000 à moins de 200 000 habitants,.
La commune, bordée par la Manche, est également une commune littorale au sens de la loi du 3 janvier 1986, dite loi littoral. Des dispositions spécifiques d’urbanisme s’y appliquent dès lors afin de préserver les espaces naturels, les sites, les paysages et l’équilibre écologique du littoral, tel le principe d'inconstructibilité, en dehors des espaces urbanisés, sur la bande littorale des 100 mètres, ou plus si le plan local d’urbanisme le prévoit.

### Occupation des sols
L'occupation des sols de la commune, telle qu'elle ressort de la base de données européenne d’occupation biophysique des sols Corine Land Cover (CLC), est marquée par l'importance des forêts et milieux semi-naturels (39,1 % en 2018), en diminution par rapport à 1990 (41,5 %). La répartition détaillée en 2018 est la suivante : 
terres arables (28,2 %), forêts (27,9 %), zones urbanisées (17,1 %), milieux à végétation arbustive et/ou herbacée (9,4 %), prairies (8,1 %), espaces verts artificialisés, non agricoles (6,8 %), espaces ouverts, sans ou avec peu de végétation (1,8 %), zones humides côtières (0,7 %). L'évolution de l’occupation des sols de la commune et de ses infrastructures peut être observée sur les différentes représentations cartographiques du territoire : la carte de Cassini (XVIIIe siècle), la carte d'état-major (1820-1866) et les cartes ou photos aériennes de l'IGN pour la période actuelle (1950 à aujourd'hui).

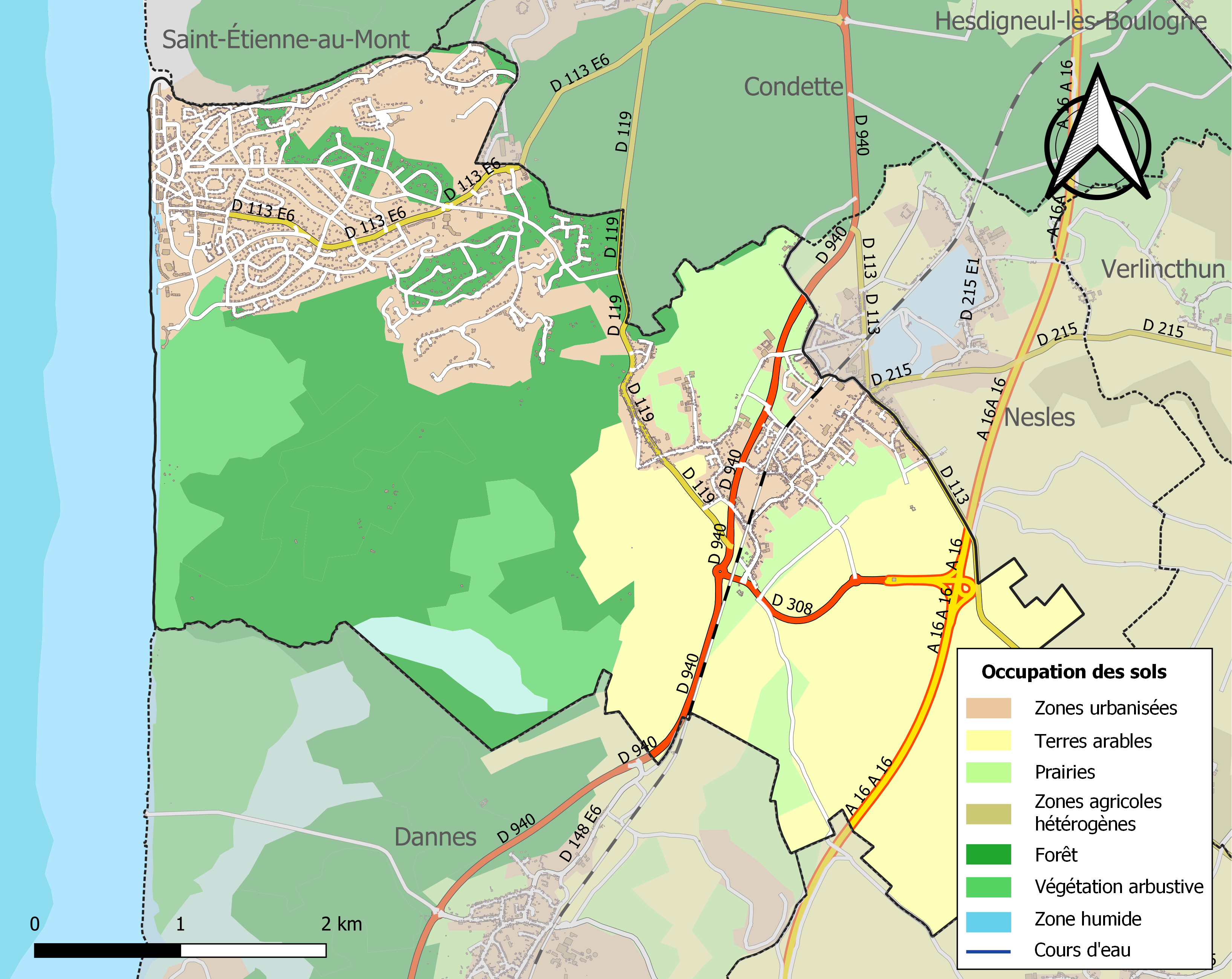
Carte des infrastructures et de l'occupation des sols de la commune en 2018 (CLC).

### Voies de communication et transports
Neufchâtel-Hardelot est traversée par plusieurs routes départementales.
La sortie no 27 de l'autoroute A16 dessert la commune. Elle permet de rejoindre Calais (en 40 minutes) et Dunkerque (en 1 h) au nord ainsi que Amiens (en 1 h 5) et Paris (en 2 h 15 sans circulation) vers le sud.
La gare de Neufchâtel, située sur le territoire de la commune, est desservie par des TER Hauts-de-France. Les gares de Boulogne-Ville et d'Étaples-Le Touquet sont toutes les deux situées à environ 15 km de la commune et sont desservies par des TGV, TERGV, TER et Intercités.
La commune est desservie par les lignes 53, 54, 143 ainsi que par un service de transport à la demande du réseau urbain Marinéo. Elle est également desservie par la ligne 430 du réseau interurbain du Pas-de-Calais.
De nombreuses liaisons douces maillent la commune, parmi lesquelles des pistes cyclables.

### Risques naturels et technologiques

#### Risque inondation
À la suite du passage des tempêtes Ciarán, Domingos et Elisa et des inondations et coulées de boue qui se sont produites, la commune est reconnue, par arrêté du 14 novembre 2023, en état de catastrophe naturelle pour inondations et coulées de boue sur la période du 2 au 12 novembre 2023, comme 179 autres communes du département.

## Toponymie

### Neufchâtel
Le nom de la localité est attesté sous les formes Novum Castelum, Novo Castello en 1173 ; Noef Castel en 1297 ; Le Nuef Chastel en 1298 ; Le Nuef Castel au XIIIe siècle ; Noifcastel, Neufchastel en 1320 ; Le Nuef-Chastiel en 1346 ; Noeufcastel en 1391 ; Noefcastel en 1391 ; Novum Castrum vers 1512 ; Neufcatel en 1559 ; Neuchastel en 1679.
De l'adjectif de l'oïl neuf et chastel « neuf village fortifié » ; Neufchatel en 1793 ; Neufchâtel en 1801 et Neufchâtel-Hardelot depuis 1954.

### Hardelot
Le nom de la localité est attesté sous les formes Hardrelo en 1203 ; Vardello, Hardrei locus au XIIIe siècle ; Hardrelelo en 1285 ; Herarelo en 1302 ; Hardrello en 1338 ; Hardelfo, Hardello en 1346 ; Hardelo en 1489 ; Hardrelo en 1505 ; Hardilo en 1544 ; Ardelot au XVIe siècle ; Hardelot au XVIIIe siècle.
De l'anthroponyme germanique Hardierus et lauha, loh « bois » ou du germanique hard « dur » et loo « bois en terrain sablonneux, terre déboisée ».
Nieuwkasteel-Hardelo en flamand.

## Histoire
Une voie romaine secondaire reliant Boulogne-sur-Mer à Étaples passait par Neufchâtel-Hardelot, au hameau du chemin, venant de Condette en traversant la forêt d'Hardelot et allant vers Dannes. À ce hameau, aboutissait également selon certaines sources, (il y a discussion sur le sujet), la voie Lillebonne-Boulogne-sur-Mer.
À la fin du VIIe siècle, les garennes de Neufchâtel, dites « le Mont Saint-Frieux », abritaient à 153 mètres d'altitude un village. La légende raconte que deux frères ermites vivaient là, Judoc et Férioc.
Le nom français de ce dernier est saint Férieux, qui aurait donné son nom à Saint-Frieux. Judoc lui est honoré sous le nom de saint Josse. À l'emplacement de leur ermitage aurait été bâtie une chapelle. Dans l'église Saint-Pierre de Neufchâtel, quatre vitraux retracent encore aujourd'hui la vie de ces deux frères : du côté droit dans la chapelle du Sacré-Cœur, celle de saint Frieux, du côté gauche dans la chapelle du Rosaire, celle de saint Josse.
Après 1237, le titulaire de la seigneurie de la maréchallerie à Neufchâtel était un des quatre pairs (pairie) héréditaires du comté de Boulogne, il porte le titre de maréchal.
Le duc de Bourgogne Philippe le Hardi, (Philippe II de Bourgogne), était présent à Neufchâtel en mars 1392 : il a expédié depuis le village des lettres en faveur de la ville d'Arras.
En 1664, Neufchâtel présentait les restes d'un camp considéré comme ancien camp romain.
La commune de Neufchâtel, entre Dannes et Condette, était entre 1790 et 1801 un village de 821 habitants vivant sur une étendue de 2 088 hectares. Elle appartenait au bailliage du Choquel et Bellefontaine. Le nom de Neufchâtel aurait son origine dans un château fort, le château de Bellefontaine, qui fut englouti par les sables mouvants. Était-ce là le « Novum Castellum » qui aurait donné son nom à Neufchâtel ? De nombreux historiens l'affirment. Toujours est-il que l'on trouve pour la première fois le nom de Neufchâtel en 1173 et en 1199 dans la charte de Samer.
Lors des tempêtes ou brumes, des échouages se produisent parfois. Les épaves sont renflouées ou les restes sont vendus dans l'arrière pays. Par exemple, le 8 octobre 1813, un navire anglais, le Doubt chargé de fer et charbon de terre, s'est brisé entièrement « en prenant terre sur la côte de la commune de Neufchatel »; sa cargaison a été entièrement perdue et 5 hommes de l'équipage sur 8 ont péri.
Au cours du XIXe siècle et cela essentiellement sous le Second Empire et la IIIe République, va être lancée une grande campagne, subventionnée par l'État, de plantation d’oyats et de maîtrise et stabilisation des dunes. Neufchâtel était alors confronté à l'avancée de celles-ci et on craignait de voir le hameau du Chemin englouti par l'avancée du sable.
Dans la première moitié du vingtième siècle, en 1905, Hardelot-Plage fut fortement développée, en particulier grâce à son fondateur John Whitley, un mécène anglais, qui veut faire d'Hardelot la nouvelle station balnéaire à la mode et le centre mondain des sports. Le nom d'Hardelot vient de celui d'un ancien château fort présent sur la commune de Condette, ce dernier était à l'époque la propriété de John Whitley.
L'adjonction de Hardelot au nom de la commune est effectué en 1954.
En 2021, une demande de scission entre Neuchâtel et Hardelot est déposée en préfecture afin de pouvoir engager le processus qui débutera par une enquête publique,.

## Politique et administration

### Découpage territorial
La commune se trouve dans l'arrondissement de Boulogne-sur-Mer du département du Pas-de-Calais.

#### Commune et intercommunalités
La commune est membre de la communauté d'agglomération du Boulonnais qui regroupe 22 communes et totalise 112 264 habitants en 2021.

#### Circonscriptions administratives
La commune est rattachée au canton d'Outreau.

#### Circonscriptions électorales
Pour l'élection des députés, la commune fait partie de la cinquième circonscription du Pas-de-Calais.

### Élections municipales et communautaires

#### Liste des maires
| Période                                  | Période      | Identité                    | Étiquette                | Qualité |
| ---------------------------------------- | ------------ | --------------------------- | ------------------------ | --- |
| Les données manquantes sont à compléter. |              |                             |                          | |
| Vers 1860                                |              | Augustin Wacogne            |                          | Agriculteur |
| Vers 1870                                |              | Arthur de Roquigny du Fayel |                          | |
| Vers 1880                                |              | Jean-Baptiste Darsy         |                          | |
| Vers 1910                                | Vers 1930    | Eugène Wacogne              |                          | Agriculteur |
| Vers 1935                                | Vers 1939    | Gabriel Lardé               |                          | Comptable |
| 1959                                     | ?            | Germain Régnier             |                          | |
| 1960                                     | 19 mars 1989 | Jean Baptiste Martin        | SE                       | Professeur agricole puis proviseur au lycée de Samer |
| 19 mars 1989                             | 20 juin 2017 | Jean-Pierre Pont            | UDF (CDS/FD) puis NC-UDI | Médecin généraliste Député du Pas-de-Calais (5e circ.) (1993 → 1997 et 2017 → 2024) Conseiller régional du Nord-Pas-de-Calais (1998 → 2004) Réélu pour le mandat 2014-2020,                                           |
| 14 octobre 2017                          | En cours     | Paulette Juilien-Peuvion    | UDI                      | Assistante sociale Conseillère régionale du Nord-Pas-de-Calais (2011 → 2015) Conseillère régionale des Hauts-de-France (2015 → ) Élue à la suite d'une élection municipale partielle Réélue pour le mandat 2020-2026, |

### Jumelages
- Otford (Angleterre)[61].

## Équipements et services publics

### Espaces publics
La commune est labellisée « 1 fleur » au concours des villes et villages fleuris.
La mairie de Neufchâtel fait également office d'agence postale de la commune.

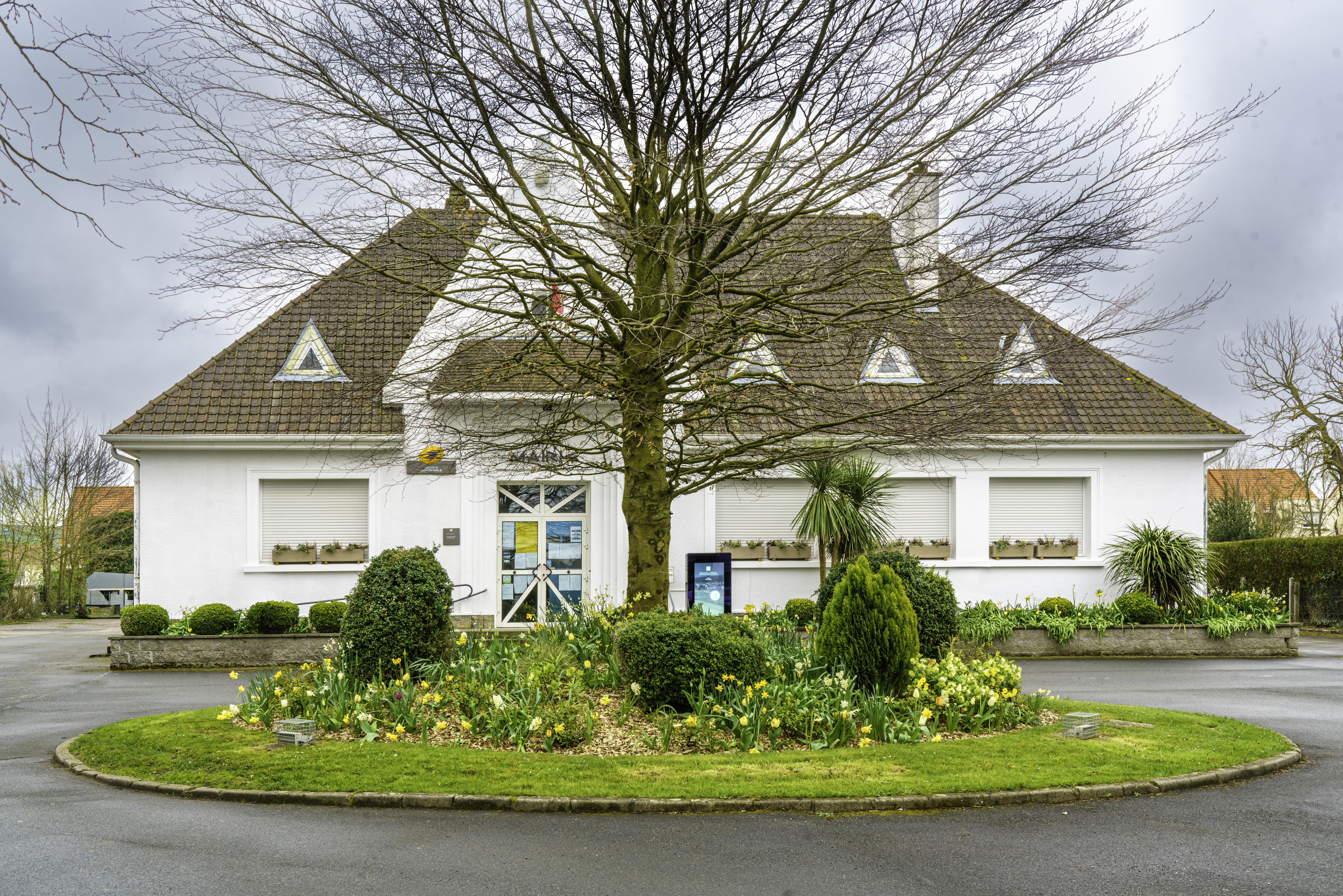

## Population et société

### Démographie
Les habitants sont appelés les Neufchâtellois.

#### Évolution démographique
L'évolution du nombre d'habitants est connue à travers les recensements de la population effectués dans la commune depuis 1793. Pour les communes de moins de 10 000 habitants, une enquête de recensement portant sur toute la population est réalisée tous les cinq ans, les populations de référence des années intermédiaires étant quant à elles estimées par interpolation ou extrapolation. Pour la commune, le premier recensement exhaustif entrant dans le cadre du nouveau dispositif a été réalisé en 2007.

En 2022, la commune comptait 3 993 habitants, en évolution de +6,54 % par rapport à 2016 (Pas-de-Calais : −0,72 %, France hors Mayotte : +2,11 %).
| 1793 | 1800 | 1806 | 1821 | 1831 | 1836 | 1841 | 1846 | 1851 |
| ---- | ---- | ---- | ---- | ---- | ---- | ---- | ---- | ---- |
| 597  | 550  | 559  | 645  | 728  | 752  | 704  | 660  | 700  |

| 1856 | 1861 | 1866 | 1872 | 1876 | 1881  | 1886  | 1891  | 1896  |
| ---- | ---- | ---- | ---- | ---- | ----- | ----- | ----- | ----- |
| 712  | 700  | 719  | 831  | 821  | 1 042 | 1 111 | 1 369 | 1 426 |

| 1901  | 1906  | 1911  | 1921  | 1926  | 1931  | 1936  | 1946  | 1954  |
| ----- | ----- | ----- | ----- | ----- | ----- | ----- | ----- | ----- |
| 1 514 | 1 582 | 1 691 | 1 725 | 1 649 | 1 734 | 1 724 | 1 794 | 1 792 |

| 1962  | 1968  | 1975  | 1982  | 1990  | 1999  | 2006  | 2007  | 2012  |
| ----- | ----- | ----- | ----- | ----- | ----- | ----- | ----- | ----- |
| 1 834 | 2 007 | 2 392 | 2 712 | 3 035 | 3 585 | 3 759 | 3 784 | 3 749 |

| 2017  | 2022  | - | - | - | - | - | - | - |
| ----- | ----- | - | - | - | - | - | - | - |
| 3 746 | 3 993 | - | - | - | - | - | - | - |

#### Pyramide des âges
En 2018, le taux de personnes d'un âge inférieur à 30 ans s'élève à 29,1 %, soit en dessous de la moyenne départementale (36,7 %). À l'inverse, le taux de personnes d'âge supérieur à 60 ans est de 34,5 % la même année, alors qu'il est de 24,9 % au niveau départemental.
En 2018, la commune comptait 1 779 hommes pour 1 965 femmes, soit un taux de 52,48 % de femmes, légèrement supérieur au taux départemental (51,50 %).
Les pyramides des âges de la commune et du département s'établissent comme suit.
| Hommes | Classe d’âge | Femmes |
| ------ | ------------ | ------ |
| 0,9    | 90 ou +      | 1,5    |
| 8,0    | 75-89 ans    | 10,3   |
| 23,4   | 60-74 ans    | 24,7   |
| 22,3   | 45-59 ans    | 21,0   |
| 15,0   | 30-44 ans    | 14,5   |
| 14,8   | 15-29 ans    | 12,6   |
| 15,5   | 0-14 ans     | 15,5   |

| Hommes | Classe d’âge | Femmes |
| ------ | ------------ | ------ |
| 0,5    | 90 ou +      | 1,6    |
| 5,6    | 75-89 ans    | 8,9    |
| 16,7   | 60-74 ans    | 18,1   |
| 20,2   | 45-59 ans    | 19,2   |
| 18,9   | 30-44 ans    | 18,1   |
| 18,2   | 15-29 ans    | 16,2   |
| 19,9   | 0-14 ans     | 17,9   |

### Sports et loisirs

#### Sports nautiques
La commune, avec Hardelot-Plage et son front de mer et sa vaste plage, est naturellement tournée vers les sports nautiques.
Lundi 4 juillet 2022 a été inaugurée la nouvelle base de glisse Georges Pernoud en présence de sa fille, Fanny, et de sa petite-fille, Maé. Georges Pernoud, le créateur de Thalassa, aimait venir sur la Côte d'Opale et particulièrement à Hardelot-Plage. Cette nouvelle base permet d'accueillir toutes les disciplines du sport de glisse pratiquées dans la station comme le kayak, la voile, le char à voile, le kitesurf et autres sports nautiques.

#### Pistes cyclables
La piste cyclable « La Vélomaritime », partie côtière française de la « Véloroute de l’Europe - EuroVelo 4 », qui relie Roscoff en France à Kiev en Ukraine sur 5 100 km, traverse la commune, en venant de Dannes pour desservir Condette,.

#### Sentiers de randonnée
La commune est traversée par deux sentiers de grande randonnée :
- le sentier de grande randonnée GR 120 ou GR littoral (partie du sentier européen E9 allant du Portugal à l'Estonie), appelé aussi sentier des douaniers, longe la côte[72] ;
- le sentier de grande randonnée GR 121, reliant Wavre, en région Région wallonne (Belgique) à Boulogne-sur-Mer, dans le département du Pas-de-Calais (France)[73].

## Économie

### Revenus de la population
En 2013, les revenus moyens par ménage sont de 27 091 € à Neufchâtel-Hardelot, soit un chiffre fortement supérieur à la moyenne nationale (15 027 €), ce qui place Neufchâtel-Hardelot au 4e rang des villes les plus riches parmi les 895 communes du Pas-de-Calais.
On remarque néanmoins de très importantes disparités entre Hardelot et Neufchâtel (la concentration de personnes à hauts revenus étant supérieure à Hardelot).

### Tourisme
Neufchâtel-Hardelot est une commune touristique classée. Pendant l'été, la plage attire beaucoup de vacanciers français, belges et anglais. On y dénombre beaucoup de résidences secondaires.
De nombreuses activités sont proposées à Hardelot : promenade et randonnée, sports (sports nautiques, golf, équitation, etc.), activités pour enfants, etc.
Au 1er janvier 2025, la commune dispose de trois hôtels pour une capacité totale de 157 chambres, d'aucun camping et d'aucun autre type d'hébergement collectif,.

## Culture locale et patrimoine

### Lieux et monuments

#### Monuments historiques
- La maison de gardien de la villa Sans Gêne, 40 allée des Mésanges. Elle fait l’objet d’une inscription partielle au titre des monuments historiques depuis le 1er décembre 1997[79].
- La villa Sans Gêne, 40 allée des Mésanges. Elle fait l’objet d’une inscription partielle au titre des monuments historiques depuis le 1er décembre 1997[80].

#### Autres lieux et monuments
Neufchâtel-Hardelot est riche de 66 bâtiments répertoriés à l'inventaire général du patrimoine architectural en France (base Mérimée).
- Le château d'Hardelot : il est aujourd'hui la propriété de la commune de Condette qui a signé un bail de 99 ans avec le conseil départemental du Pas-de-Calais[82].

- La gare de Neufchâtel[83].

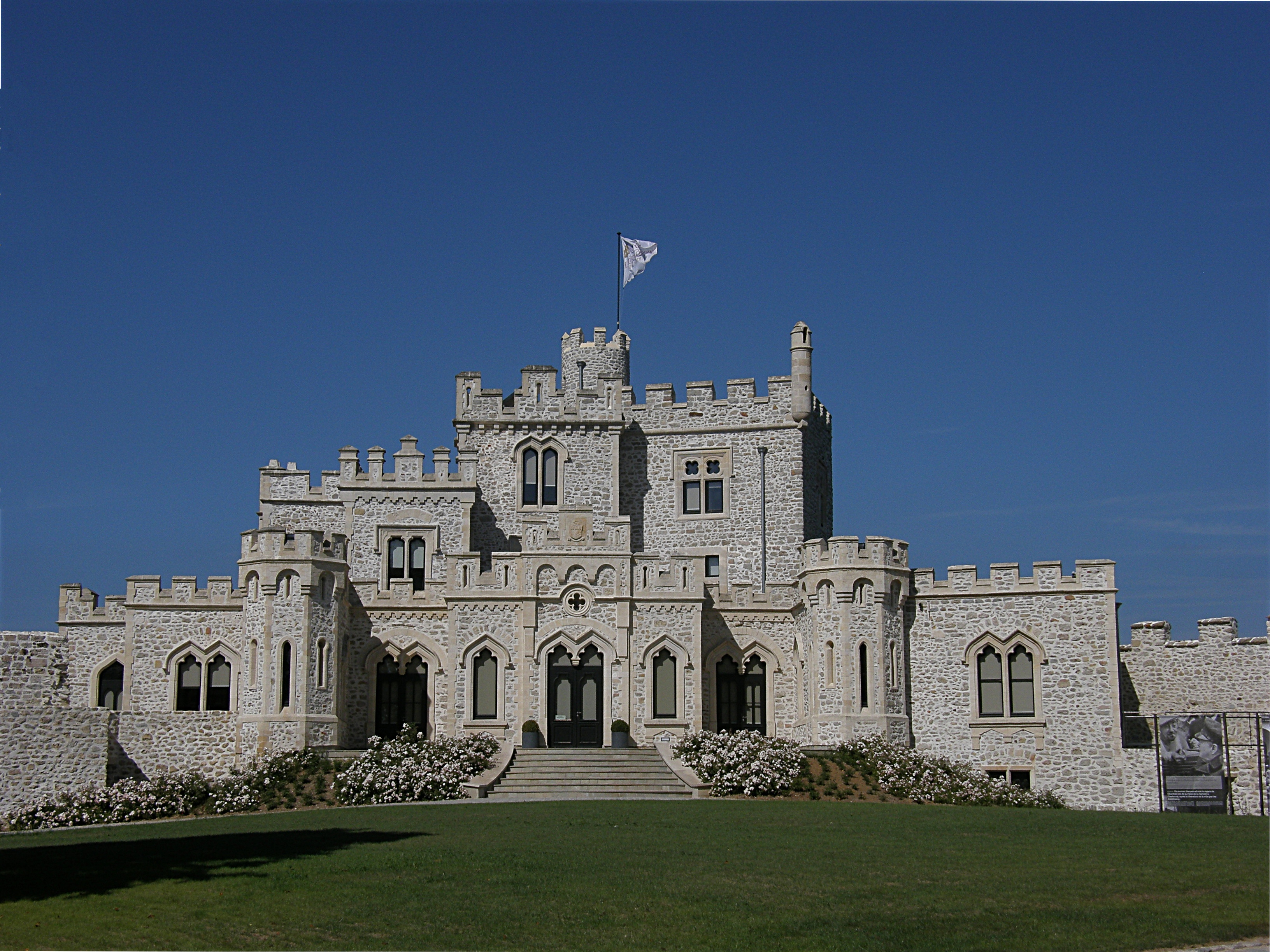

- L'église paroissiale Saint-Augustin-de-Cantorbery, détruite lors de la seconde guerre mondiale, est reconstruite en 1952 par Louis-Stanislas Cordonnier, architecte régional. Elle est répertoriée à l'inventaire général du patrimoine architectural en France (base Mérimée)[84].

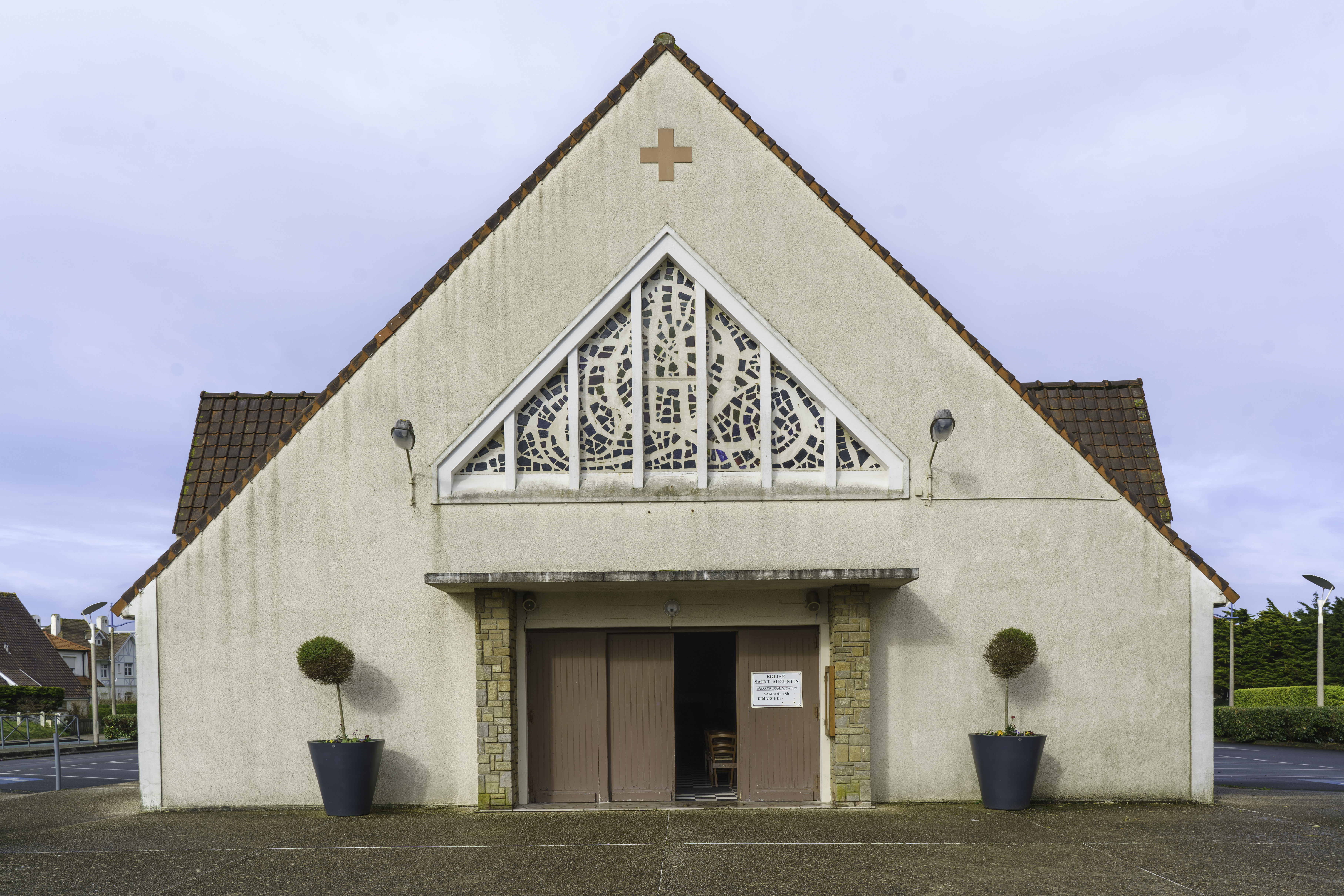
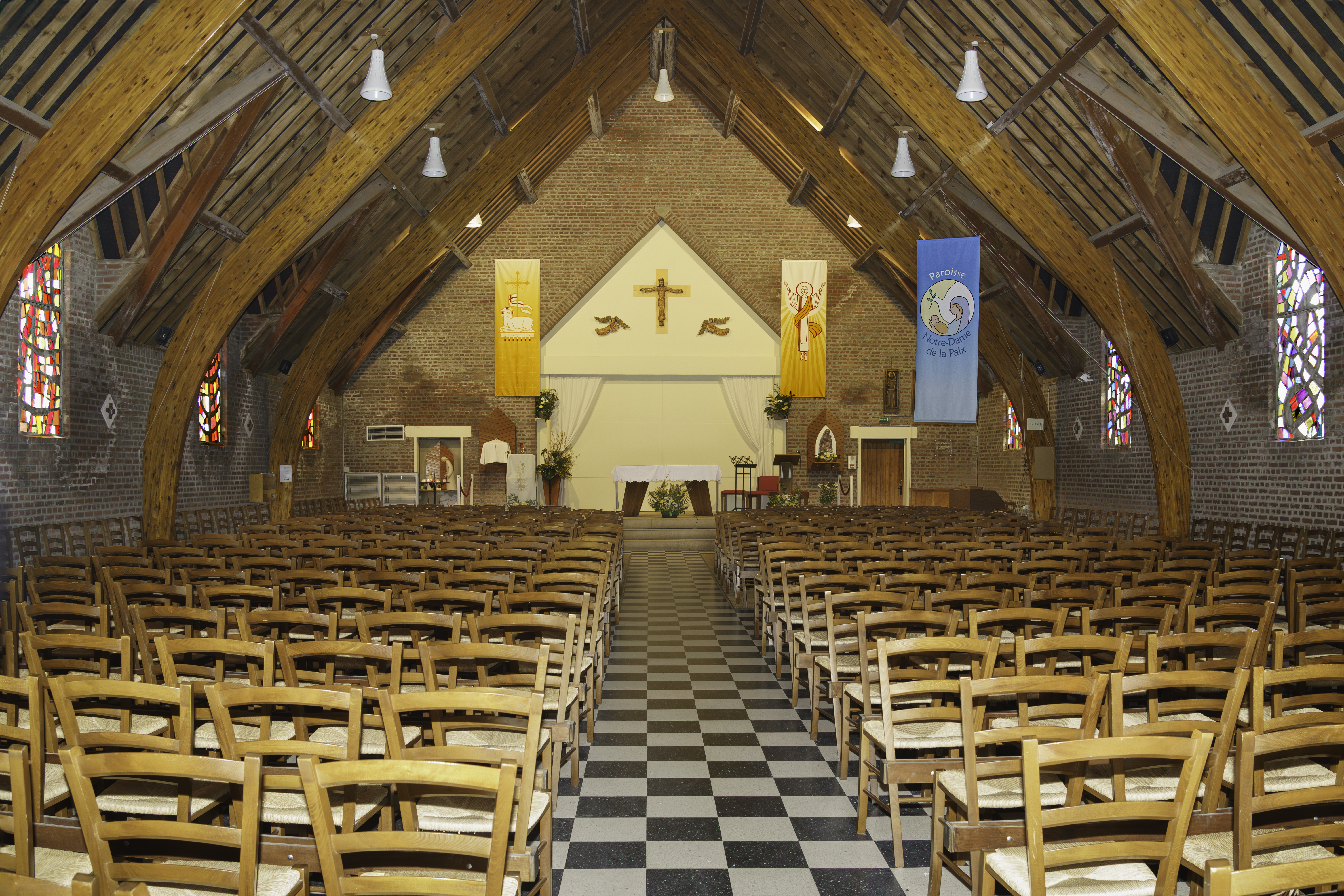
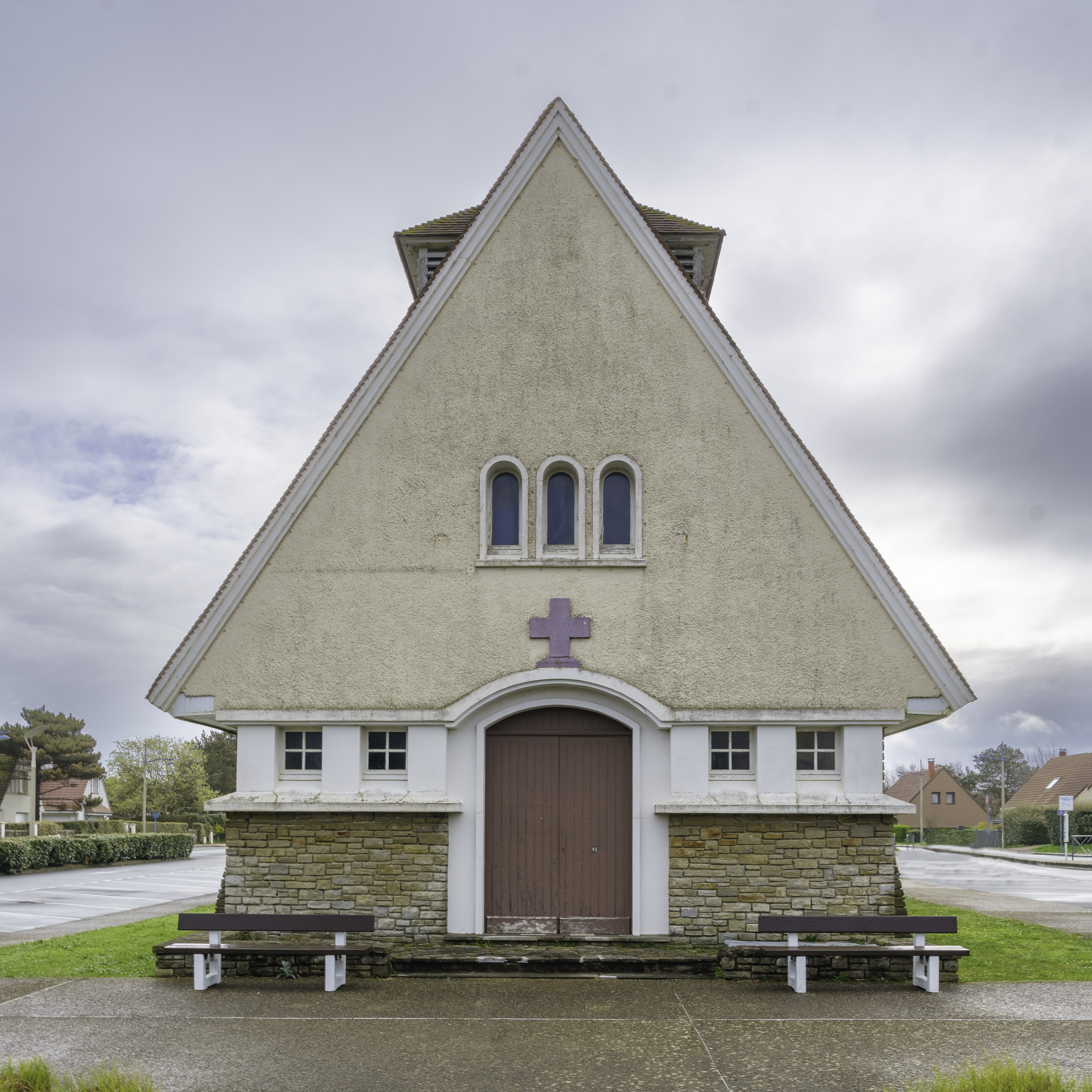

- L'église Saint-Pierre de Neufchâtel. Elle est répertoriée à l'inventaire général du patrimoine architectural en France (base Mérimée)[85].

- Le monument aux morts[86].

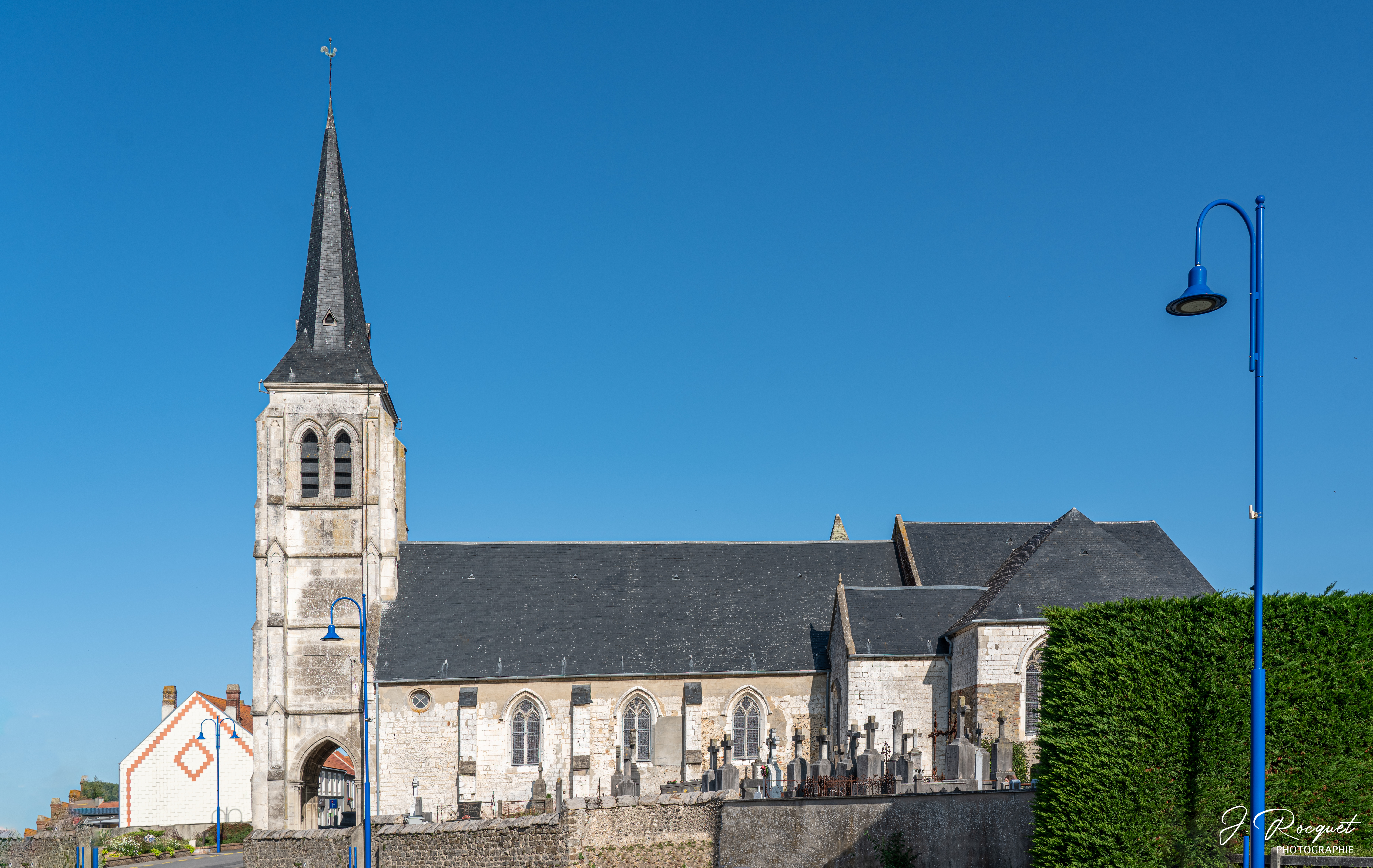
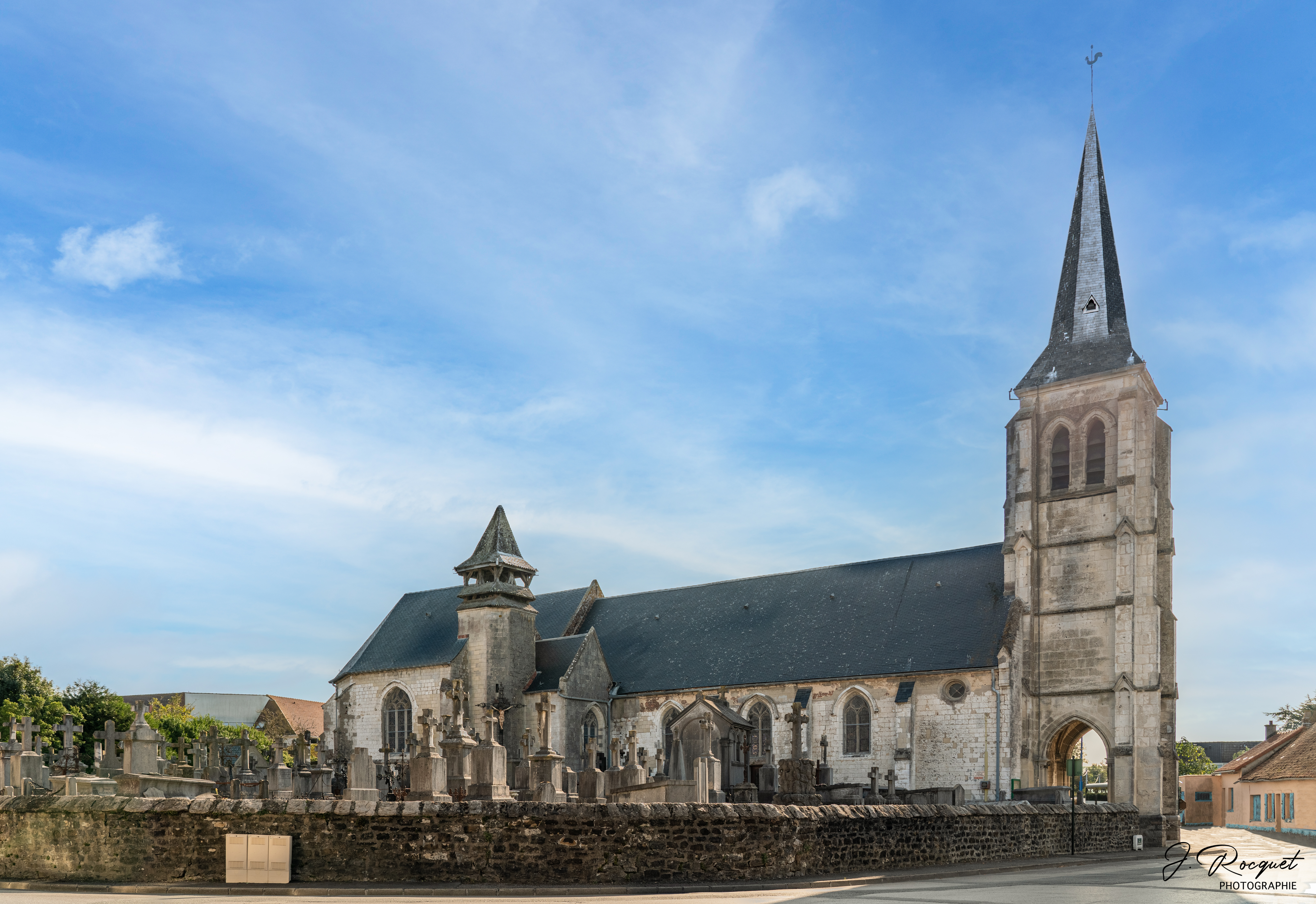
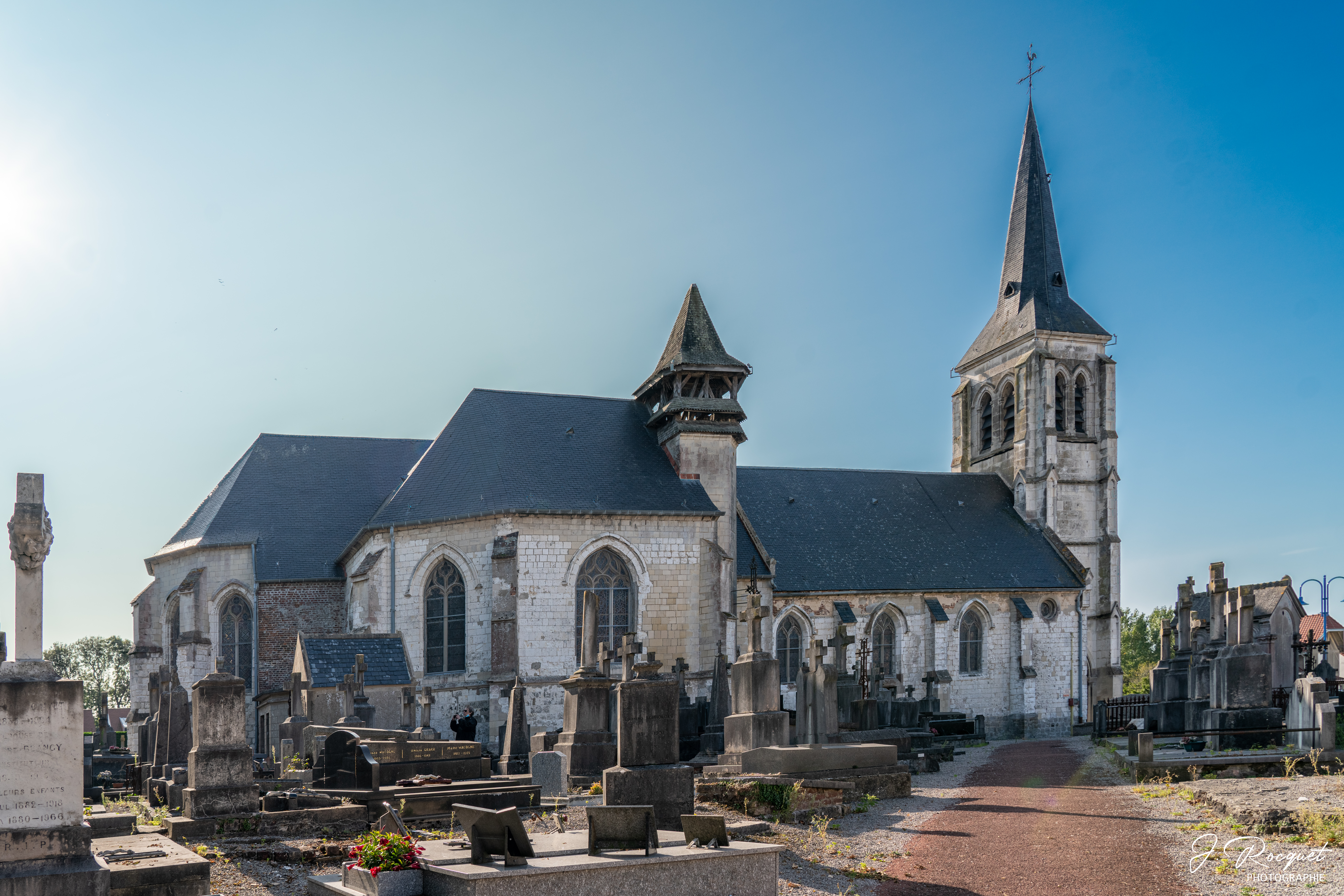
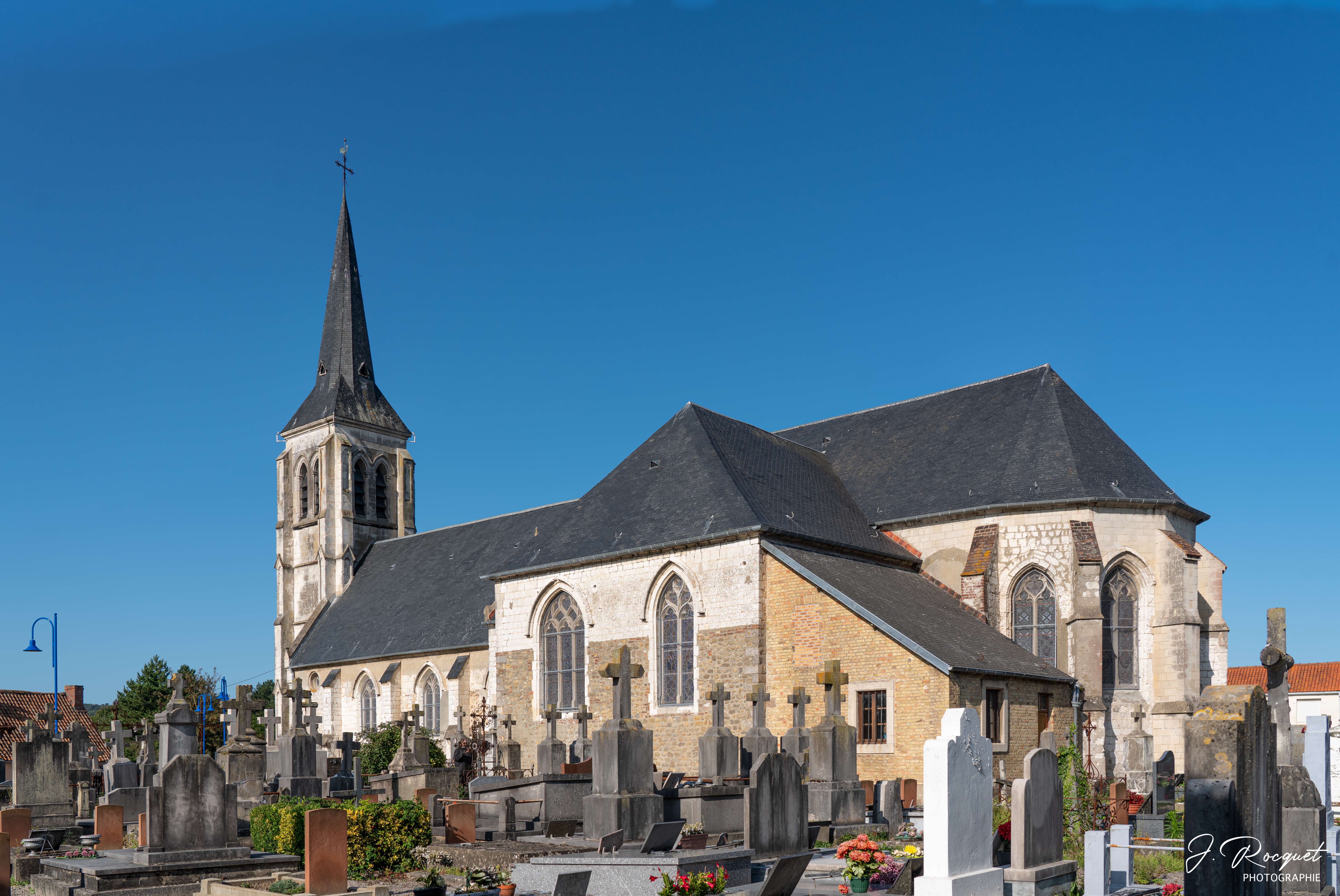
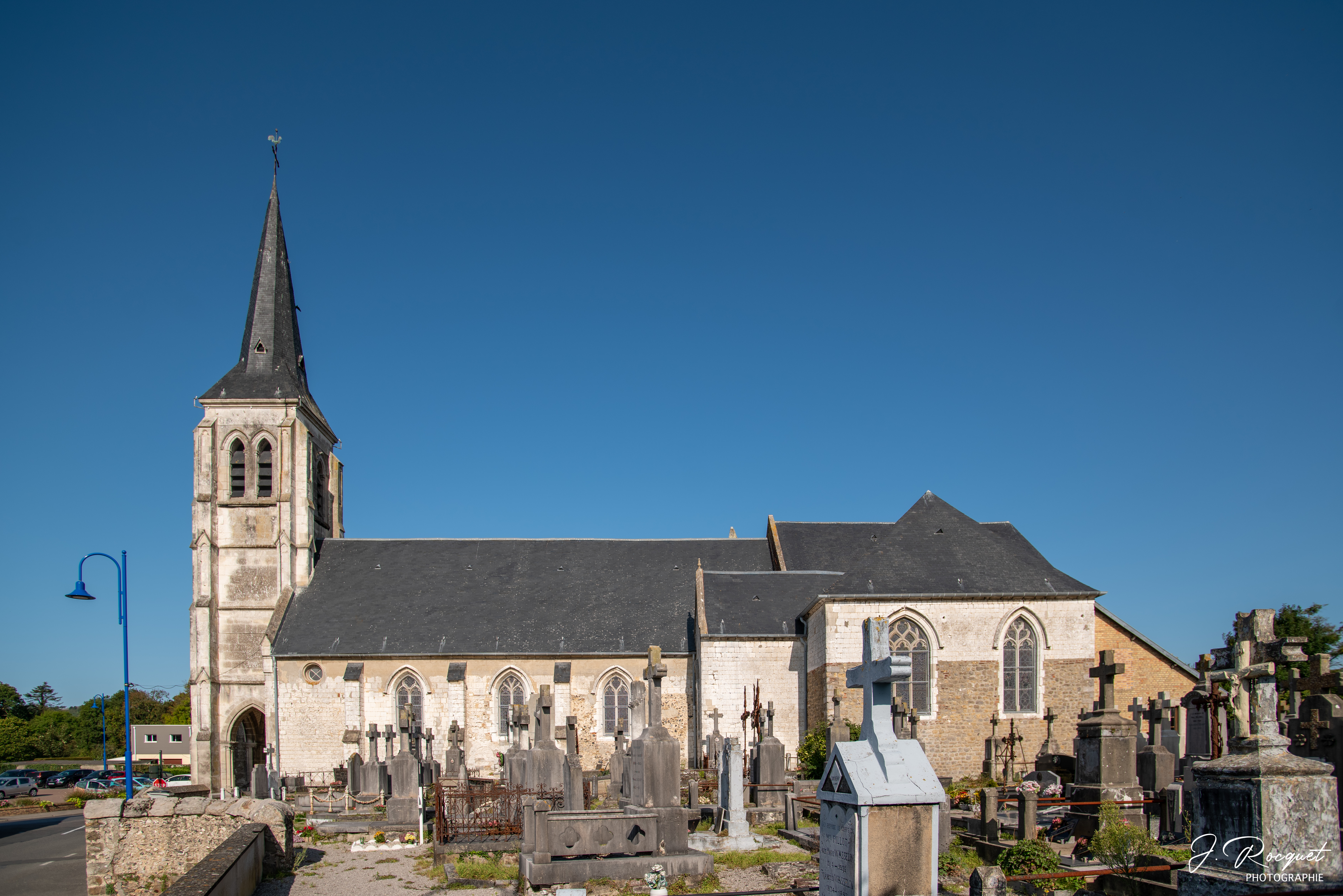

- La stèle commémorative en souvenir de la disparition de treize enfants, originaires de Wattrelos, morts noyés en 1925. Cette stèle est inaugurée le 24 juillet 2025[87].

### Personnalités liées à la commune
- Saint Augustin de Cantorbéry partit évangéliser l'Angleterre depuis la plage d'Hardelot.
- Saint Frieux.
- John Whitley (1843-1922), fondateur et promoteur de la station balnéaire d'Hardelot-Plage.
- Louis Marie Cordonnier(1854-1940), architecte de la station balnéaire d'Hardelot-Plage.
- L'abbé Alexis Bouly (1865-1958), curé de Condette et d'Hardelot, fut l'inventeur de la radiesthésie.
- Louis Blériot (1872-1936), aviateur qui réalisa la première traversée de la Manche en avion en 1909, possédait une maison et s'entraînait à Hardelot.
- Louis-Stanislas Cordonnier (1884-1960), fils de Louis Marie Cordonnier et architecte de la reconstruction de la station balnéaire d'Hardelot-Plage après la Seconde Guerre mondiale.
- Pierre Stenne (1893-1967), sculpteur, né à Neufchâtel et résidant à Neufchâtel.

La famille Tata, famille d'industriels indiens, possédait des villas à Hardelot-Plage et la famille Mercier, propriétaire de la maison de Champagne Mercier, possédait une villa à Hardelot.

### Héraldique
| Blason de Neufchâtel-Hardelot | Blason  | D'argent à la nef de sinople, habillée d'azur à la croisette de gueules, équipée de sable, flammée d'azur et voguant sur une mer du même; au chef bastillé de gueules chargé d'une couronne carolingienne d'or, adextrée d'une salamandre de sinople dans sa patience d'or et senestrée d'une demi-rose d'or accolée à d'une demi-grenade d'argent. Devise / CriGaudium adfero (j'apporte la joie). |
| Blason de Neufchâtel-Hardelot | Détails | Création de John Whitley adoptée par la municipalité. |

#### Bases de données, dictionnaires et encyclopédies
- Ressources relatives à la géographie :   - Insee (communes)
  - Ldh/EHESS/Cassini
- Ressource relative à plusieurs domaines :   - Annuaire du service public français
- Ressource relative à l'architecture :   - Mérimée
- Notices d'autorité :   - VIAF
  - BnF (données)
  - LCCN